# Black Water (Zawinul)
Black water is het tweede muziekalbum van The Zawinul Syndicate van Joe Zawinul. Het is een voortzetting van het eerste album The immigrants en qua stijl ook van de muziek van zijn groep Weather Report. Het album werd opgenomen in Los Angeles (Studio Ultimo), Malibu (The Music Room) en Costa Mesa (Front Page Recorders). Track 1 dat in een studioversie op The immigrants stond kreeg op dit album een live-uitvoering vanuit Kopenhagen. Opmerkelijk nummer is de toonzetting van het gedicht Familial van Jacques Prévert.
Zawinul zou vlak na de Nederlandse release optreden op het North Sea Jazz Festival.

## Musici
- Joe Zawinul – toetsinstrumenten, accordeon
- Geard Veasly – basgitaar, zang
- Linda Fiddmont-Linsey – zang, percussie
- Scott Henderson – gitaar
- Cornell Rochester – drumstel
- Munyungo Jackson – percussie

## Muziek
| Nr. | Titel                            | Duur |
| --- | -------------------------------- | ---- |
| 1.  | Carnavalito (Zawinul)            | 5:37 |
| 2.  | Black water (Zawinul, Veasly)    | 5:11 |
| 3.  | Familial (Zawinul, Prevert)      | 4:57 |
| 4.  | Medicine man (Zawinul)           | 5:44 |
| 5.  | In the same boat (Zawinul)       | 4:39 |
| 6.  | Monk’s mood (Thelonious Monk)    | 2:10 |
| 7.  | Little rootie tootie (Zawinul)   | 4:45 |
| 8.  | They had a dream (Zawinul)       | 5:12 |
| 9.  | And so it goes (Anthony Zawinul) | 1:34 |

And so it goes is een werkje geschreven en uitgevoerd door Anthony Zawinul (oudste zoon van Joe). Medeproducer George Butler verwees de titel They had a dream naar uitspraken en acties van Martin Luther King, Malcolm X en Mahatma Gandhi. Black water zou terugvoeren op het apartheidsregime in Zuid-Afrika; Het zwarte water werd in toom gehouden door een blanke minderheid; het “zwarte water” zou het "witte land" uiteindelijk overspoelen, aldus dezelfde Butler.